# Franz (kráter)

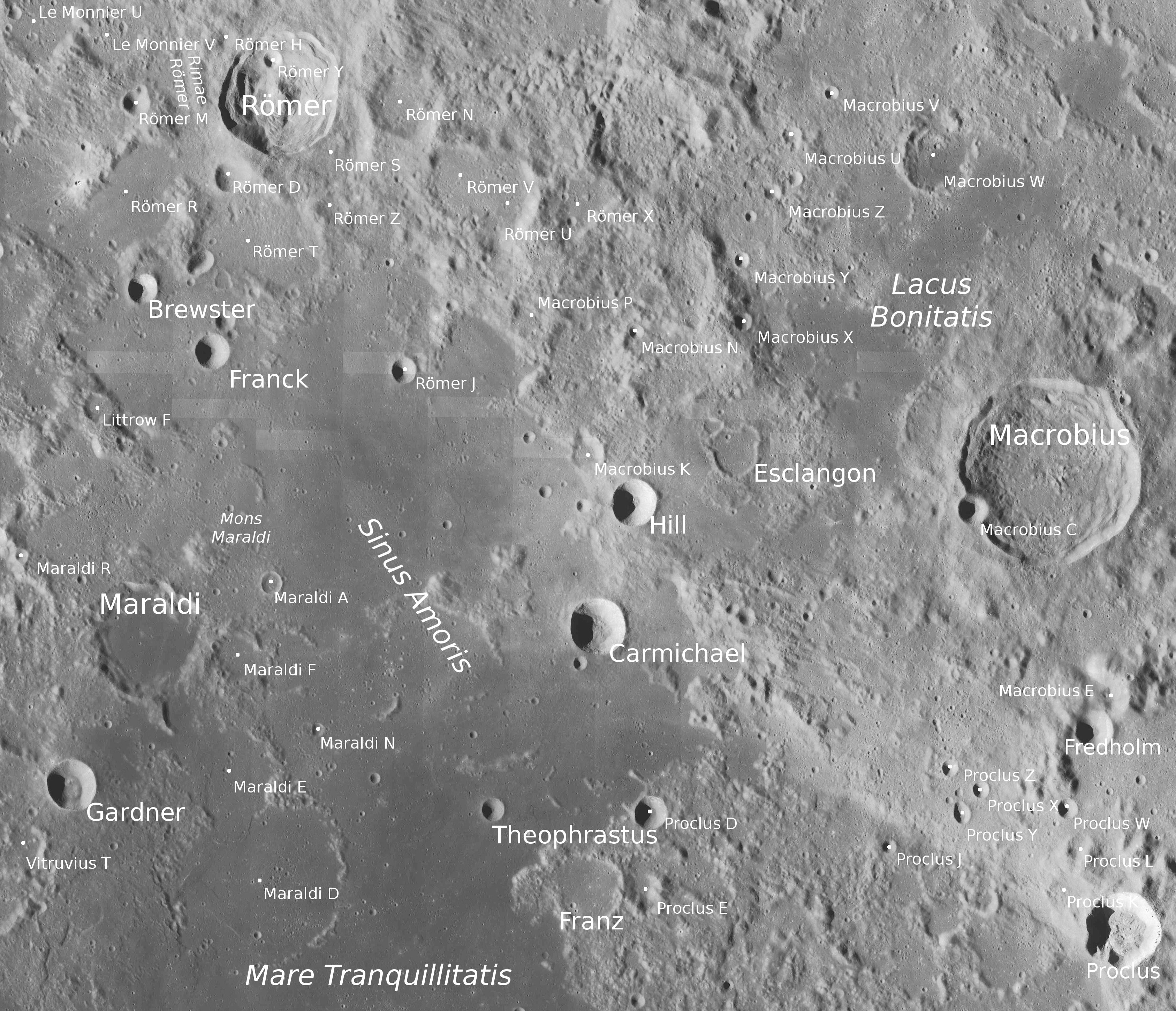
Kráter Franz a okolí.

Franz je starý lunární kráter nacházející se na východním okraji Zálivu lásky (Sinus Amoris), který tvoří severní výběžek Moře klidu (Mare Tranquillitatis) na přivrácené straně Měsíce. Má průměr 26 km, pojmenován je podle německého astronoma Julia Heinricha Franze. Je to lávou zatopený a značně rozrušený kráter s nízkým okrajovým valem.
Severozápadně leží kráter Theophrastus, východně paprskovitý Proclus, jihozápadně malý kráter Lucian.